# Hoplopleura cooki
Hoplopleura cooki är en insektsart som beskrevs av Kim 1965. Hoplopleura cooki ingår i släktet Hoplopleura och familjen gnagarlöss. Inga underarter finns listade i Catalogue of Life.